# 隈元謙次郎
隈元 謙次郎（くまもと けんじろう、1903年1月28日 - 1978年1月25日）は、美術史家。

## 経歴
鹿児島県鹿児島郡中郡宇村大字中（現在の鹿児島市鴨池）出身。東京帝国大学卒。1932年帝国美術院附属研究所入所。のち東京国立文化財研究所に改組され、52年から66年まで美術部第二研究室室長。

## 著書
- 明治初期来朝伊太利亜美術家の研究 三省堂 1940
- 近代日本美術の研究 大蔵省印刷局 1964
- お雇い外国人16　美術 鹿島出版会 1976

## 編纂
- 近代日本美術全集 第3-4巻 洋画篇 東都文化交易 1954
- 佐伯祐三 /今泉篤男,山本清雄共編 美術出版社 1958
- 講談社版日本近代絵画全集 第2巻 黒田清輝 1962
- 講談社版日本近代絵画全集 第1集 浅井忠 1963
- 黒田清輝 日本経済新聞社 1966
- 藤島武二 日本経済新聞社 1967
- 日本絵画館 9 明治 岡畏三郎共編 講談社 1970
- 浅井忠 日本経済新聞社 1970
- 日本の名画 30 黒田清輝 講談社 1972
- 現代日本美術全集 16 黒田清輝 集英社 1973

## 翻訳
- ルネッサンス美術家伝 第1巻 ヴァザリ 富永惣一共訳 万里閣 1948